# JSTOR
JSTOR (udtales jay-stor, en forkortelse for Journal Storage) er et digitalt bibliotek grundlagt i 1995, der oprindeligt indeholdt ældre digitaliserede fagtidsskrifter, men det omfatter nu også bøger og nye tidsskrifter. Det giver fuld-tekst søgning af næsten 2.000 tidsskrifter. Mere end 8.000 institutioner i mere end 160 lande har adgang til JSTOR; adgangen foregår mest via abonnement, men ældre public domain-indhold er i et vist omfang frit tilgængelig for alle, og i 2012 iværksatte JSTOR et program, der giver gratis adgang til tre ældre artikler i en periode på 14 dage for forskere, der har registreret sig.